# Dancin' Dirty
Dancin' Dirty är en demoskiva som släpptes år 1987 av rockbandet Wolfsbane. Det var gruppen själva som finansierade det hela. Skivan är idag eftertraktad hos samlare, och är svår att få tag på.

## Låtlista
1. "Get Up and Dance"
2. "Hot Shoe"
3. "Good Girl"
4. "Dance My Tune"